# حسن البزاز
حسن البزاز (1261 - 1305 هـ / 1845 - 1887 م) هو شاعر، من أهل الموصل.
هو الملا حسن بن حسين بن علي البزاز. ولد في الموصل ودرس على صالح طه الخطيب الموصلي، ثم على نوري القادري الموصلي.
له ديوان شعر، كان قد سافر صديقه محمد شيت الجومرد إلى القاهرة لطباعته، صدرت عام 1305 هـ / 1887 م.